# Регулируемый соединительный узел
Регули́руемый соедини́тельный у́зел (от англ. Adjustable Bend) — морской аварийный соединяющий оттяжки парусника временный узел с повышенной (удвоенной) надёжностью. Состоит из пары задвижных штыков, завязанных ходовыми концами пары коротких тросов одинакового диаметра на коренных для удлинения в общий длинный трос. Применяют в ответственных местах (или при сильной постоянной тяге, исключающей рывки). Поскольку состоит из схватывающих узлов, легко передвигать узлы, даже в натянутом состоянии, поэтому подходит для использования на штагах (или оттяжках) для устранения образовавшегося со временем провиса и восстановления первоначального натяжения. Существуют два варианта узла — морской, альпинистский, которые различаются способами завязывания, действием, предназначением, материалами.

## Способ завязывания
Существуют два варианта узла — морской, альпинистский, которые принципиально различаются способом завязывания, действием, применением. Морской способ основан на схватывающем действии половин узла, альпинистский способ — на связывающем (сжимающем) действии.
Морской способ
Завязать один схватывающий задвижной штык ходовым концом первого троса на коренном конце второго; завязать другой схватывающий задвижной штык ходовым концом второго троса на коренном конце первого; ходовые концы двух узлов должны быть снаружи общего узла. Позволяет восстановить утраченное со временем  натяжение штага.
Альпинистский способ
Пара узлов должна быть плотно сдвинута вместе так, чтобы ходовые концы узлов располагались бы внутри общего узла, подобно рыболовному узлу, соединяющему концы пары лесок. Тяга направлена на сжатие узла.

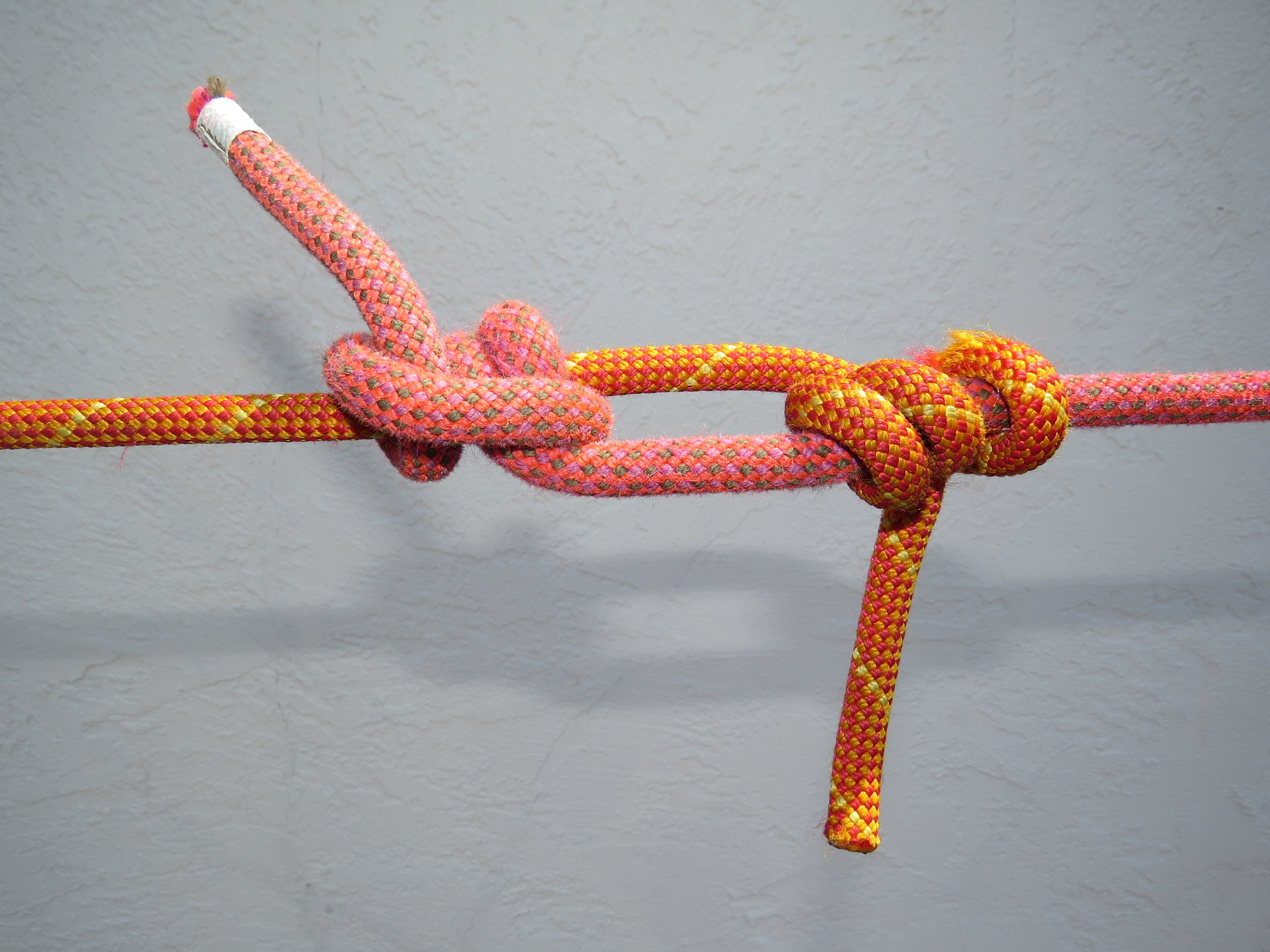
Морской регулируемый соединительный узел. Ходовые концы — снаружи узла
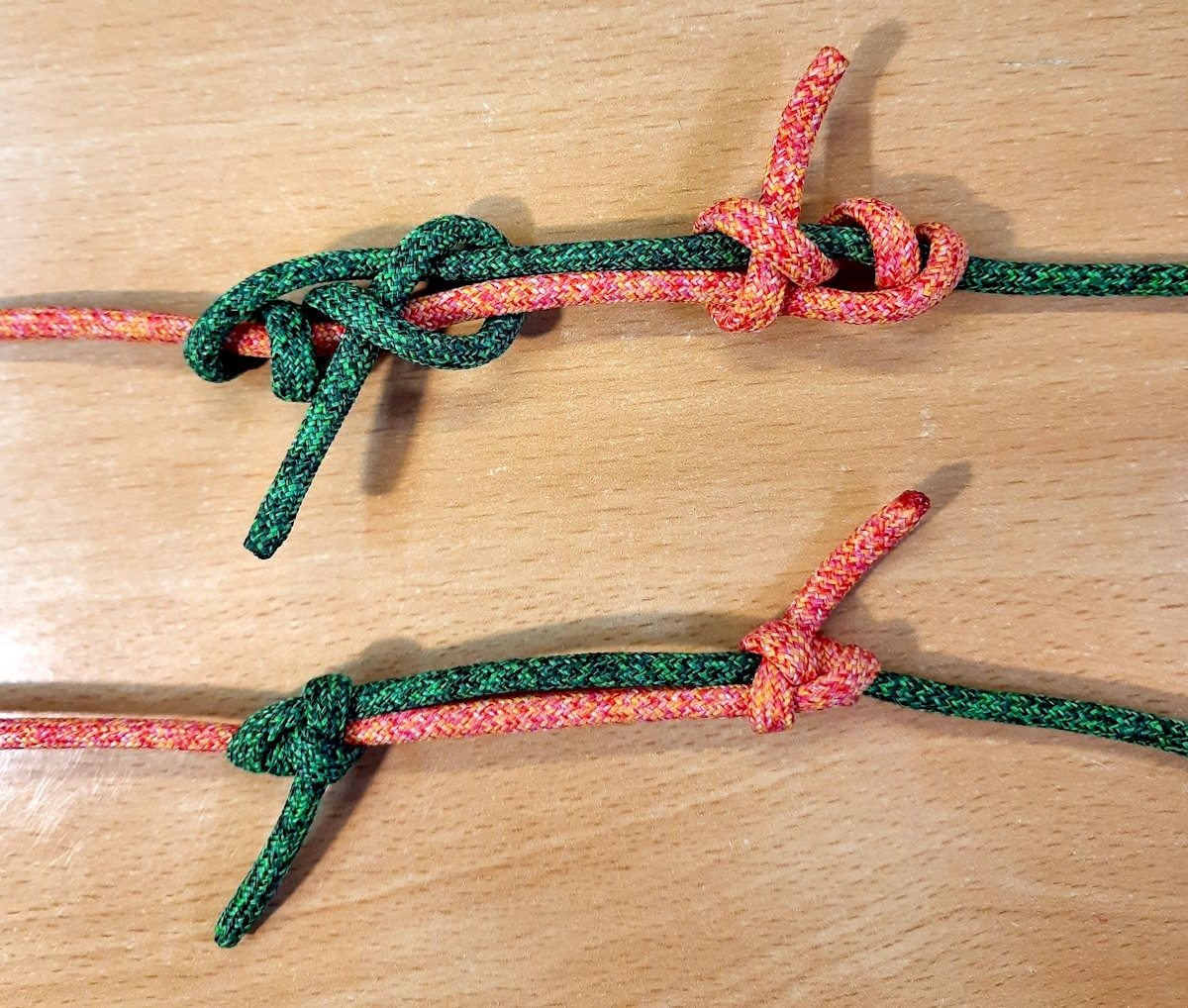
Регулируемый соединительный узел Роберта Чисналла, канадского альпиниста. Ходовые концы — внутри узла

Ошибки при завязывании
- Перепутано применение (для морской цели завязан альпинистский, или для альпинистской цели — морской)
- Одна половина завязана по-морскому, другая — по-альпинистски
- Обороты узла завязаны неплотно (узел «ползёт»)
- После каждого передвижения узла вручную, не восстановлена плотность наложения оборотов (узел «ползёт»)
- Если узел используют там, где возможны рывки (в результате возможны резкое ослабление нагрузки, оплавление оплётки синтетической верёвки, обрыв верёвки)
- Если использованы верёвки разного диаметра

## Признаки
Плюсы
- Легко передвигать узлы (даже под натяжением)
- Легко развязывать (даже под натяжением)
- Повышенная (удвоенная) надёжность[1] (при развязывании одного из узлов, трос сохранит натяжение и единство; при потере схватывающего действия обоих узлов, трос сохранит единство)
- Хорошо «держит» постоянную нагрузку[1] (возможно проскальзывание узла, которое несколько снижает избыточную нагрузку; узел остаётся затянутым)
- Комплексный (одновременно схватывающий и соединяющий; соединяющий — позволяет соединить оборвавшийся трос вместе; схватывающий — позволяет временно восстановить первоначальное натяжение троса)

Минусы
- Требует внимательного завязывания[5] (следить за плотным оборачиванием шлагов узла, избегать перехлёстов)
- Несколько способов завязывания (морской и альпинистский; в морском — классический и мичманский)
- При рывке сдвигается, оставаясь затянутым[3]

## Применение
В морском деле
- Удлинение двух коротких штагов в общий длинный[2]

В быту
- В качестве регулируемого поясного ремня[6]

В альпинизме
- Соединение концов двух основных альпинистских верёвок одинакового диаметра[3]